# Ponder
Ponder – miasto w Stanach Zjednoczonych, w stanie Teksas, w hrabstwie Denton.